# 오리콤
오리콤(Oricom)은 두산그룹 계열의 대한민국의 광고 대행사 기업이다. 본사는 서울특별시 강남구 언주로 726에 위치해 있다. 대표이사는 박병철이다.	
박용곤 두산그룹 명예회장의 장녀이자 박정원 두산 회장의 동생인 박혜원 오리콤 총괄 부회장이 이끌고 있다

## 상장
2000년 10월 24일에 상장하였다.

## 같이 보기
- 보그

## 참고 문헌
1. ↑  원인혜, 한국IR협의회 기술분석보고서-오리콤, 2021.02.25.[깨진 링크(과거 내용 찾기)]
2. ↑  하헌형, 두산 오리콤 CEO에 박병철, 한국경제, 2023.12.01
3. ↑  이민호, 현금 쌓아둔 오리콤, 이자수익 톡톡, 더벨